# Smeryngolaphria bromleyi
Smeryngolaphria bromleyi är en tvåvingeart som beskrevs av Jason Gilbert Hayden Londt 1989. Smeryngolaphria bromleyi ingår i släktet Smeryngolaphria och familjen rovflugor.
Artens utbredningsområde är Nigeria. Inga underarter finns listade i Catalogue of Life.